# Machimus impeditus
Machimus impeditus là một loài ruồi trong họ Asilidae. Machimus impeditus được Becker miêu tả năm 1925. Loài này phân bố ở miền Ấn Độ - Mã Lai.